# Hasen-Röhrling
Der Hasen-Röhrling (Gyroporus castaneus), auch Zimt-Röhrling, ist eine seltene Pilzart aus der Familie der Blasssporröhrlingsverwandten. Innerhalb der Gattung der Blasssporröhrlinge ist er Teil eines Artenaggregats, dem (Stand 2022) mehrere unbeschriebene kryptische europäische Arten angehören.

## Merkmale

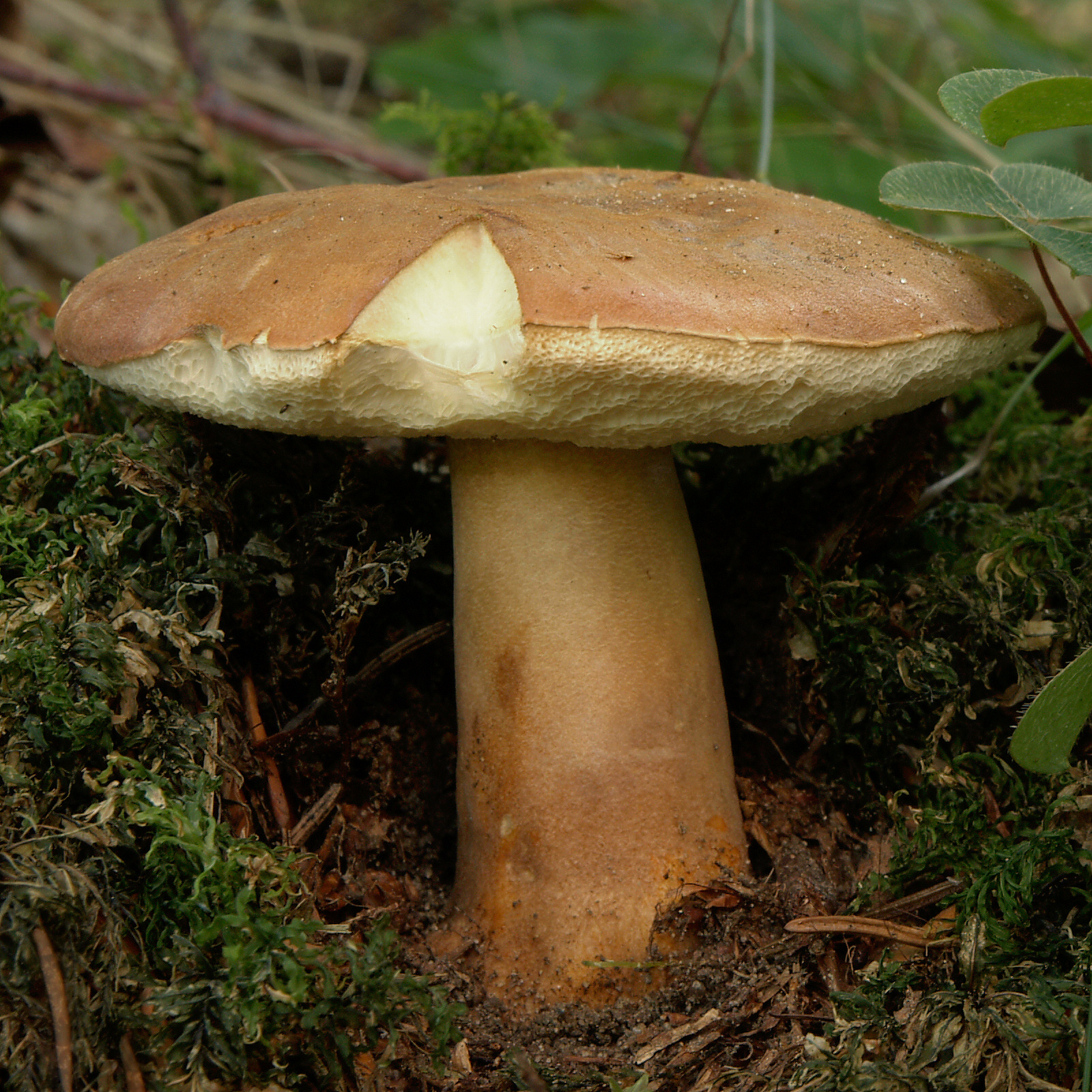
Einzelfruchtkörper des Hasen-Röhrlings

### Makroskopische Merkmale
Der dickfleischige Hut misst 3–10 cm im Durchmesser und hat einen scharfen Rand. Er ist beim jungen Fruchtkörper halbkugelig und flacht sich mit dem Alter zunehmend ab. Er ist blass- bis rostig-braun und wird mit fortschreitendem Alter dunkler. Der Stiel hat eine ähnliche, zur Spitze hin möglicherweise hellere Färbung. Er ist weitgehend zylindrisch, an der Basis oft bauchig geformt. In jungem Stadium ist er voll, später gekammert mit verschieden großen, senkrecht geschichteten Hohlräumen. Sowohl Hut als auch Stiel tendieren dazu, in trockenen Perioden oder im Alter aufzubrechen. Die Röhrenschicht ist nicht am Stiel angewachsen und dunkelt auf Druck geringfügig. Die Poren bzw. Röhrenmündungen sind klein und jung rein weiß, später creme, cremegelb bis blass ockergelblich, im Alter schließlich auch ockerbräunlich. Die Röhren sind ebenfalls weißlich und verfärben sich durch das blass- bis strohgelbe Sporenpulver entsprechend. Das Fleisch ist fest, brüchig und mild in Geruch und Geschmack. Es ist weiß, unterhalb der Huthaut und der Stielrinde bräunlich und verfärbt sich nicht an der Luft.

### Mikroskopische Merkmale
Die Sporen werden 8–11 × 5–7,5 µm groß und haben einen Länge-Breite-Quotient von 1,5–2,0.
Im gesamten Hyphensystem treten Schnallen auf. Aus Frankreich ist jedoch eine Kollektion bekannt, die völlig schnallenlos ist.

## Artabgrenzung
Die Artabgrenzung in der Gattung der Blasssporröhrlinge (Gyroporus) ist aufgrund der hohen Artenzahl und der großen morphologischen Ähnlichkeit vieler Arten sehr schwierig. Dies gilt auch für Europa, da sich hinter dem Namen Gyroporus castaneus mehrere genetisch abgrenzbare, aber bislang noch unbeschriebene Arten verbergen, wobei die untersuchten europäischen Sippen Gyroporus castaneus s. str. darstellten, das Vorkommen anderer Spezies des Aggregats in Europa jedoch nicht ausgeschlossen werden kann. Der Hasenröhrling im engen Sinn ist damit im Moment mangels Datenlage nur molekulargenetisch bestimmbar.
Innerhalb des Artenaggregats rund um den Hasenröhrling wurde in Europa mit Gyroporus ammophilus eine zweite, stark giftige Art beschrieben. Diese Art unterscheidet sich vom Hasenröhrling u. a. durch lachsfarbenes Fleisch, welches im Alter an der Luft blau anlaufen kann, aber nicht muss. Bislang ist Gyroporus ammophilus aus Spanien, Portugal und Frankreich bekannt.
Die Arten des Aggregats rund um den Kornblumen-Röhrling laufen meist intensiv kornblumenblau an und sind weißlich, strohgelb bis ockerbraun gefärbt.

## Ökologie
Der Hasen-Röhrling ist ein Mykorrhizapilz, der mit verschiedenen Laubbäumen, in Mitteleuropa vor allem mit der Rotbuche und mit Eichenarten, eine Symbiose bildet. Hierbei kommt er sowohl auf sauren als auch auf basischen Böden vor. Es sind aber auch Ansammlungen unter Kiefern bekannt. So gilt beispielsweise die von Giacomo Bresadola im Jahr 1916 beschriebene Varietät Gyroporus castaneus var. minor als Kiefernbegleiter.

## Verbreitung
Der Hasenröhrling im engen Sinn kommt in Europa und Asien vor und fehlt auf anderen Kontinenten. Verbreitungsangaben aus anderen Kontinenten beziehen sich auf andere Taxa, die früher unter dem Hasenröhrling subsumiert wurden.
Er ist in einigen Ländern (Deutschland, Schweiz, Russische Föderation, Norwegen, Montenegro) auf den Roten Listen gefährdeter Arten geführt.

## Speisewert
Der Hasen-Röhrling ist aufgrund der Unsicherheit in der genauen Bestimmung und dem ungeklärten Speisewert nah verwandter, jedoch noch unbeschriebener kryptischer Arten kein Speisepilz, zumal mit Gyroporus ammophilus auf der Iberischen Halbinsel auch eine giftige, ähnliche Art existiert. Bereits Marcel Bon bezeichnete ihn in seinem 1987 erschienenen Buch „The Mushrooms and Toadstools of Britain and North Western Europe“ als verdächtig. Lannoy & Estadès berichten in ihrem Werk über die Röhrlinge Europas von Vergiftungsfällen mit dem Hasenröhrling (i. w. S.). Da sie den giftigen Gyroporus ammophilus als eigenständig abgrenzen, bezieht sich diese Angabe explizit auf den Hasenröhrling.

## Taxonomie und Etymologie
Die Art wurde erstmals von dem französischen Mykologen Jean Baptiste François Pierre Bulliard beschrieben. Früher als Mitglied der Familie Paxillaceae betrachtet, wird er nunmehr unter den Blasssporröhrlingsverwandten (Gyroporaceae) eingeordnet.
„Gyroporus“ bedeutet „rundporig“, „castaneus“ verweist auf die kastanienähnliche Farbe.